# 12 novembre 1992
Le jeudi 12 novembre 1992 est le 317e jour de l'année 1992.

## Naissances
- Adam Larsson, joueur de hockey sur glace suédois
- Ai Uehara, idol japonaise
- Alessandro Gentile, joueur de basket-ball italien
- Ben Taylor, lanceur droitier de la Ligue majeure de baseball
- Carys Phillips, joueuse galloise de rugby à XV
- Connor Franta, youtubeur, entrepreneur, philanthrope et écrivain américain
- Dāvis Bertāns, joueur letton de basket-ball
- Gabriel Stern, pianiste franco-israélien
- Jenna Sativa, actrice pornographique américaine
- Joanna Brown, triathlète canadienne
- Luca Sterbini, coureur cycliste italien
- Luguelín Santos, athlète dominicain
- Macey Cruthird, actrice américaine
- Pavla Vincourová, volleyeuse tchèque
- Tom Dunn, joueur anglais de rugby à XV
- Tommy Ghezala, joueur français de basket-ball
- Trey Burke, joueur de basket-ball américain

## Décès
- Alioune Badara Mbengue (né le 1er février 1924), homme politique sénégalais
- Dante Gianello (né le 26 mars 1912), cycliste français
- Germaine de Coster (née le 1er septembre 1895), illustratrice, graveuse et relieuse française (1895-1992)
- Giulio Carlo Argan (né le 17 mai 1909), homme politique italien
- Jacques Petithory (né le 1er octobre 1929), marchand et collectionneur d'art français

## Événements
- Début de la série télévisée britannique Absolutely Fabulous
- Début du cyclone Forrest
- Diffusion de l'épisode La Plus Belle du quartier des Simpsons
- Sortie du filmp australien Romper Stomper
- Le gouvernement Rafiq Hariri est investi au Liban